# Wilfried Thaler

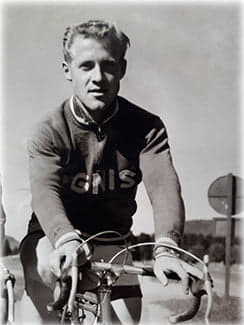
Wilfried Thaler 1960

Wilfried Thaler (* 24. Juli 1934 in Hittisau; † 15. Februar 2020 in Quebec, Kanada) war ein österreichischer Radrennfahrer.

## Sportliche Laufbahn
Thaler gewann 1955 als Amateur die Rennen Rund um den Bodensee, Rund um Schwaben und den Grand Prix Eschenbach in der Schweiz. Die heimische Österreich-Rundfahrt bestritt er dreimal. Seine beste Platzierung im Gesamtklassement erreichte er mit dem 8. Platz 1956.
1956 bestritt er die Internationale Friedensfahrt, konnte das Etappenrennen nicht beenden, er schied auf der 8. Etappe nach einem Sturz aus. 1957 siegte er in der Niederösterreich-Rundfahrt.
1958 wurde er Unabhängiger, 1960 dann Berufsfahrer im Schweizer Radsportteam Alpa, in dem Germain Derycke Kapitän war. Er startete 1960 in einer internationalen Mannschaft in der Tour de France, schied aus. 1961 fuhr er den Giro d’Italia, schied aus. 1959 und 1961 startete er im Profirennen der UCI-Straßen-Weltmeisterschaften. Dabei belegte er 1959 den 41. und 1961 den 28. Platz.

## Berufliches
Nach seiner Sportkarriere wanderte er nach Kanada aus und betrieb dort einen Milchviehbetrieb.